# Thomas Cooper (Politiker)
Thomas Cooper (*  1764 in Little Creek Hundred, Sussex County, Delaware Colony; † 1. Juli 1829 in Georgetown, Delaware) war ein US-amerikanischer Politiker. Zwischen 1813 und 1817 vertrat er den Bundesstaat Delaware im US-Repräsentantenhaus.

## Werdegang
Thomas Cooper war der ältere Bruder von William B. Cooper, der zwischen 1841 und 1845 Gouverneur von Delaware war. Das genaue Geburtsdatum von Thomas Cooper ist unbekannt. Er besuchte die Grundschule seiner Heimat und wurde Mitglied der Föderalistischen Partei. Zwischen 1803 und 1808 war er Abgeordneter im Repräsentantenhaus von Delaware. Zwischenzeitlich studierte er Jura. Seit seiner Zulassung als Rechtsanwalt im Jahr 1805 hat er diesen Beruf neben seinen politischen Tätigkeiten für den Rest seines Lebens in Georgetown ausgeübt. Zwischen 1808 und 1811 gehörte Thomas Cooper dem Senat von Delaware an.
Für die Kongresswahlen des Jahres 1812 wurde Delaware erstmals ein zweiter Sitz im US-Repräsentantenhaus zugestanden. Diesen Sitz konnte der Staat aber nur zehn Jahre lang bis zum Jahr 1823 behalten. Die Wahlen fanden im gesamten Staat Delaware ("at large") statt. Dabei wurde Thomas Cooper in den Kongress gewählt. Nach einer Wiederwahl im Jahr 1814 konnte er sein Mandat zwischen dem 4. März 1813 und dem 3. März 1817 ausüben. Nach dem Ende seiner Zeit im Kongress zog sich Cooper wieder aus der Politik zurück und arbeitete als Rechtsanwalt in Georgetown, wo er 1829 verstarb. Er wurde im Familiengrab der Coopers in der Nähe von Laurel beigesetzt.